# San Juan Sacatepéquez
San Juan Sacatepéquez är en kommunhuvudort i Guatemala.   Den ligger i departementet Guatemala, i den centrala delen av landet, 17 km nordväst om huvudstaden Guatemala City. San Juan Sacatepéquez ligger 1 842 meter över havet och antalet invånare är 136 886.
Terrängen runt San Juan Sacatepéquez är huvudsakligen kuperad, men åt nordost är den platt. Runt San Juan Sacatepéquez är det mycket tätbefolkat, med 4 343 invånare per kvadratkilometer. Närmaste större samhälle är Mixco, 10,3 km söder om San Juan Sacatepéquez. Runt San Juan Sacatepéquez är det i huvudsak tätbebyggt.